# الصادق الحمامي
الصادق الحمامي أستاذ جامعي وباحث وكاتب تونسي متخصص في قضايا الإعلام والاتصال السياسي والتكنولوجيات الرقمية.

## حياته
- ولد بولاية صفاقس، أوت 1966، دّرس بالمعهد الثانوي الهادي شاكر ثم إلتحق بمعهد الصحافة وعلوم الأخبار.
- تحصل بعد ذلك على شهادة الماجستير سنة 1990، ثم على شهادة الدكتوراة في علوم الإعلام والاتصال سنة 1995 من جامعة ستندال، قرونوبل III،فرنسا.[1]

## حياته العلمية
- يدرس الدكتور الصادق الحمامي في معهد الصحافة وعلوم الإخبار، جامعة منوبة بتونس منذ سنة 1996، ويشغل حاليا أستاذ التعليم العالي بقسم الصحافة، كما درس سابقا بكلية الاتصال في الشارقة في الإمارات العربية المتحدة.
- تقلد الصادق الحمامي منصب مدير المركز الإفريقي لتدريب الصحفيين من سبتمبر 2015 إلى ماي 2017.
- نشر الصادق الحمامي عددا كبيرا من الكتب كما أشرف على عديد الدراسات الجماعية، وصدرت له عدة بحوث في مجلات علمية في تونس والعالم العربي وأيضا مجلات عالمية.
- يظهر الصادق الحمامي بإستمرار في الإعلام للتعليق على الأحداث السياسية من زاوية العلوم السياسية وعلوم الإعلام والاتصال، للمساهمة في النقاش العام حول إستراتيجيات الإتصال السياسي[2] والمسائل التي تتعلق بالرأي العام[3] في تونس.[4]

## الكتب
- صدر للصادق الحمامي سنة 2022، كتاب بعنوان "ديمقراطية مشهدية الميديا والسياسة والاتصال في تونس"، عن دار محمد علي الحامي للنشر بتونس، الذي تناول فيه مسائل الصحافة  والإعلام والفضاء العام، وحظي كتاب ديمقراطية مشهدية بتغطية[5] في الإعلام التونسي[6] وفي الإعلام العربي.[7]
- كما صدر للصادق الحمامي كُتبا أخرى أهمها "الميديا الجديدة: الإبستيمولوجيا والسياقات والإشكاليات.[8]، منشورات جامعة منوبة، تونس، سنة 2012، إضافة إلى إصداره كتاب «الإعلام التونسي أفق جديد"، دار برسبكتيف – أفاق، تونس في ذات السنة.
- أشرف الصادق الحمامي على عديد الدراسات والكتب الجماعية آخرها نذكر من أبرزها الدراسة الجماعية[9] بعنوان "التضليل ألمعلوماتي السياسي المقاربات النظرية والفاعلون والتكتيكات في السياق التونسي[10]، صدرت عن معهد الصحافة وعلوم الإخبار ومنظمة مراقبون ومنظمة DRI الألمانية[11]
- دراسة أخرى عن "السياسة العموميّة الإعلاميّة من منظور الصحفيّين والفاعلين في قطاع الإعلام"، النقابة الوطنية للصحفيين التونسيين، تونس 2022، نشرت في إطار كتاب جماعي صادر عن النقابة الوطنية للصحفيين التونسيين تحت عنوان[12] " كتاب السياسات العمومية الاعلامية: المفهوم والمجالات والمشكلات.
- ومن الدراسات المشتركة التي أنجزها الباحث أيضا "نحو الصحافة الشاملة: الصحافة من منظور مستقبلي[13] ودراسة ثانية بعنوان "كيف غيَّرت جائحة كورونا صناعة الصحافة والميديا؟،" عن مركز الجزيرة للدراسات2020   في إطار سلسلة "دراسات إعلامية"[14]

## المجالات البحثية
- نشر الصادق الحمامي في بدايات مساره البحثي عدة مقالات  في إطار مشروع الميديولوجيا الذي أسس له ريجيس دوبريه.
- وتناول مقال "هجرة الأنظار" مسألة الصورة في الثقافة العربية الإسلامية من منظور وسائطي ميديولوجي.[15]

- وفي مقال ثان تصدى الحمامي إلى مسألة النقل والإتصال، مناقشا في ذلك أطروحة ريجيس دوبريه الذي كان يرى في أزمة الثقافة الغربية أزمة مؤسسات النقل الثقافي وطغيان الاتصال.[16]

- أما في السياقات العربية يرى الحمامي أن طغيان مؤسسات النقال هي التي تساهم في منع ظهور مجال تواصلي ديموقراطي.[17]
- إهتم الباحث الصادق الحمامي على وجه الخصوص بقضايا بحثية عديدة ومنها على وجه الخصوص المجال العمومي والميديا الجديدة والانتقال الديمقراطي السياسي، وفي مسألة المجال العمومي تناول الصادق الحمامي علاقة الميديا الرقمية والشبكات الاجتماعية بالثورة التونسية في دراسة بعنوان
- نشر الباحث في كتاب جماعي بعنوان«Media and Political Contestation in the Contemporary Arab World Chr. Palgrave Macmillan, New York, 2016، وتناول هذه المسألة في مؤلفات أخرى على غرار ديمقراطية مشهدية والميديا الجديدة، ومن المسألة الأساسية التي حازت على اهتمام الباحث التضليل المعلوماتي ونتائجه على الحياة السياسية، إضافة إلى مسألة أساسية تناولها في كتابه ديموقراطية مشهدية تتعلق بنتائج الإعلام على السياسية وعلى الحقل السياسي.[18]

## مساهمات في مجال الصحافة
- شارك الصادق الحمامي في وضع منهجية المؤشر المهني لوسائل الإعلام وهو عضو الهيئة الاستشارية لهذا المؤشر[19]،”مؤشر مهنية وسائل الإعلام” هو أول مؤشر عربي لقياس مهنية وسائل الإعلام يعمل بشكل إقليمي في الشرق الأوسط، وهو نتاج جهد مشترك بين عدد من المؤسسات العربية المتخصصة في تدقيق المعلومات والتحقق من الأخبار.[20]
- للصادق الحمامي مقالات في الصحافة التونسية في قضايا تتعلق بالإعلام والصحافة والإتصال السياسي، في جريدة المغرب وموقع الكتيبة على وجه الخصوص ومن أهم المقالات التي نشرها:

- هابرماس الأخير، الديمقراطية والشبكات الاجتماعية (I)
- مسلسل «المغرب» الصيفي نحن والفايسبوك :4: هل عطّل الفايسبوك الانتقال الديمقراطي في تونس أم عزّزه ؟

## مساهمات في كتب جماعية
-   The Three Ages of Facebook. Social Networks and public sphere in Arab world. The case of Tunisian revolution". In Media and Political Contestation in the Contemporary Arab World Chr. Palgrave Macmillan, New York,
"دراسة الميديا في السياق الانتقالي: الميديا التونسية نموذجا"، الفصل الثاني (ص-ص 45 إلى 65)، "الإعلام العربي ورهانات التغيير في ظل التحولات، “مركز دراسات الوحدة العربية، بيروت 2017
المشهد الثوري الافتراضي. نحو مقاربة للأصول التواصليّة للثورة التونسيّة"، "ظاهرة ويكيليكس: جدلية الإعلام والسياسة بين الافتراضي والواقعي"، المركز العربي للأبحاث ودراسات السياسات، الدوحة، قطر2011
-L’idéologie journalistique face à l’enjeu du terrorisme
-L'Internet dans le monde arabe : A la recherche du paradigme absent
-Eléments d'une méthodologie d'analyse de la presse électronique